# ジョナ・トン
ジョナ・リード・ティン・チー・マシュー・トン（Jonah Reid Tin Chee Matthew Tong, 2003年6月19日 - ）は、カナダのオンタリオ州マーカム出身のプロ野球選手（投手）。右投右打。MLBのニューヨーク・メッツ傘下所属。

## 経歴
2022年のMLBドラフト7巡目（全体209位）でニューヨーク・メッツから指名されプロ入り。
2023年に傘下のルーキー級フロリダ・コンプレックスリーグ・メッツでプロデビューし、その後A級セントルーシー・メッツへ昇格した。
2024年はA級セントルーシーで開幕を迎え、その後A＋級ブルックリン・サイクロンズへ昇格した。
2025年はAA級で開幕を迎え、5月の試合でTJ・シュークとの継投による完全試合を記録した。

## 詳細情報

### 記録
MiLB
- オールスター・フューチャーズゲーム選出：1回（2025年）